# Sinan-G
Sinan-G (* 1. September 1987 in Essen; bürgerlich Sinan Farhangmehr, persisch: سینان فرهنگ‌مهر), auch Sinan Germany (früher Sinan-Gold), ist ein deutscher Rapper, Kampfsportler und Schauspieler mit iranischen Wurzeln. Er ist der jüngere, leibliche Bruder von Rooz Lee, welcher in der deutschen Rapszene als Journalist, Streamer und DJ bekannt ist.

## Biografie

### Erste öffentliche Aufmerksamkeit und „Free Sinan-G“-Kampagne
Sinan-G erlangte erstmals größere öffentliche Bekanntheit, als er im April 2007 eine dreijährige Haftstrafe in der Justizvollzugsanstalt Siegburg antrat. Er wurde wegen Bildung einer kriminellen Vereinigung und Einbruch verurteilt. Während seiner Haftzeit starteten Deutschrapper wie Manuellsen, KC Rebell und PA Sports eine „Free Sinan-G“-Kampagne. Diese wurde durch Shoutouts auf Konzerten, Beiträge auf MySpace und dem Tragen von „Free Sinan-G“-T-Shirts, unter anderem beim 2. Teil der Veranstaltungsreihe Feuer über Deutschland, unterstützt. Die Kampagne trug maßgeblich dazu bei, dass Sinan-G innerhalb kurzer Zeit deutschlandweit Bekanntheit erlangte.
Während seiner Haftzeit nahm Sinan-G an kulturellen Aktivitäten teil. Er probte gemeinsam mit anderen Insassen das Theaterstück "Abstiegskampf – Eine zweite Halbzeit" vom deutschen Theaterautor Jörg Menke-Peitzmeyer, das im Bonner Schauspielhaus vor ausverkauftem Publikum aufgeführt wurde. Aufgrund seines Engagements als Schauspieler und Fußballer wurde Sinan-G nach anderthalb Jahren Haft vorzeitig entlassen. Die Entlassung erfolgte am 8. August 2008.
Im Jahr 2010 porträtierte der deutsche Filmemacher Johannes F. Sievert den Werdegang von Sinan-G in einer Episode des Films Zeche is nich – Sieben Blicke auf das Ruhrgebiet. Der Episodenfilm wurde im Rahmen der Eröffnung der RUHR.2010 – Kulturhauptstadt Europas auf der Zeche Zollverein in Essen uraufgeführt. In der Episode spricht Sinan-G über seine Verbundenheit zum Fußballclub Rot-Weiss Essen und wird im Vereinstrikot im Stadion gefilmt.

### Karriere als Rapper

#### 2009 bis 2011 - Musikalische Anfänge bei Callshop Mafia
Sinan-G wurde bereits im Grundschulalter von seinem älteren Bruder Rooz Lee, an Hip-Hop herangeführt. Dieser gründete außerdem das Hip-Hop-Label "Mafia / Flavamatic Recordz", über das die ersten beiden Soloalben von Sinan-G veröffentlicht wurden. Rooz Lee war hierbei ausführender Produzent.
Am 16. Juni 2009 erschien Sinan-Gs autobiografisches Debütalbum Ich bin Jesse James. Das Album thematisiert Sinan-Gs Lebensgeschichte und stellt seine Erfahrungen als mahnendes Beispiel dar. Der Titel bezieht sich auf Parallelen zwischen Sinan-Gs Werdegang und dem des Westernhelden Jesse James. Zum Album wurde ein Musikvideo zum Song „Free Sinan-G“ veröffentlicht (nicht zu verwechseln mit dem gleichnamigen Album von 2016). Außerdem wurden der Titelsong „Ich bin Jesse James“ und das dazugehörige Musikvideo im Rahmen einer Kooperation mit Saturn Essen auf Speicherkarten beigelegt, die beim Kauf der Handymodelle Nokia 5800 und Samsung SGH-F enthalten waren.
Im Zuge der Album-Promotion erschien zudem ein gemeinsames Musikvideo zum Track „Ganz egal was du sagst“ mit Sinan-Gs Bruder Rooz Lee. Zum Song „V.I.P.“ mit dem deutschen Rapper Farid Bang wurde ein Making-of veröffentlicht. Neben Farid Bang enthält das Album Gastbeiträge von weiteren bekannten deutschen Rappern wie Kollegah, PA Sports und Rooz Lee, der den Refrain des Songs „Callshop Mafia“ beisteuerte und als ausführender Produzent des Albums tätig war.
Mit der Veröffentlichung des Albums begann Sinan-G seine ersten Live-Auftritte. So wurde der Titelsong Ich bin Jesse James am 29. August 2008 im Rahmen der Veranstaltung Essen Original aufgeführt., Im Herbst 2009 begleitete Sinan-G den Rapper Azad auf dessen Tour zum Album Assassin. In den Jahren 2009 und 2010 trat er zudem bei verschiedenen Konzerten in ganz Deutschland auf.
Am 4. Februar 2011 veröffentlichte Sinan-G sein zweites Soloalbum Schutzgeld. Vorab wurde es unter anderem durch Musikvideos im Format „Meine Stadt“ von Thug Life sowie durch den Song „Essen City“ im Format „Halt die Fresse“ von AggroTV beworben. Weitere Musikvideos erschienen zu den Songs „Schutzengel“ (mit Manuellsen), „Schutzgeld“, „Copland“ und „Badaboom“ (mit Eko Fresh). Zudem gab Sinan-G ein Videointerview für das Online-Magazin HipHop.de.
Gastbeiträge auf Schutzgeld kommen von den deutschen Rappern Frauenarzt, Farid Bang, KC Rebell, Massiv und PA Sports. Wie schon beim Debütalbum war Rooz Lee erneut als ausführender Produzent tätig und übernahm zusätzlich das Grafikdesign.

#### 2012 bis 2014 – Zusammenarbeit mit German Dream und AlbumOb du willst oder nicht
Nachdem Sinan-G bereits mit Eko Fresh beim Song „Badaboom“ zusammengearbeitet hatte, intensivierte sich die Kooperation in den folgenden Monaten und Jahren. Er hatte Cameo-Auftritte in den Musikvideos „Still Menace“ und „Türkenslang“ von Eko Fresh und war 2012 als Gastmusiker auf dessen Album Ek to the Roots vertreten. 
Am 5. Juli 2013 veröffentlichte Sinan-G schließlich sein drittes Soloalbum Ob du willst oder nicht über Eko Freshs Label German Dream in Zusammenarbeit mit Seven Days Music. Gastbeiträge stammen von Sido, Eko Fresh, Kurdo, KC Rebell und PA Sports. Aus dem Album wurden die Songs „German Dream“, „Die Waffen sind geladen“ (mit Kurdo), „Ihr seid keine Männer“ (mit Eko Fresh) sowie der Solo-Track „Bademeister“ ausgekoppelt. Letzterer bezieht sich auf einen TV-Bericht über ein Freibad in Essen, in dem Sinan-G als Jugendlicher zu sehen ist und vom Bademeister ermahnt wird.
In dieser Zeit begleitete Sinan-G Eko Fresh auf dessen Tour zum Album Ek to the Roots im Jahr 2013 gemeinsam mit den Rappern Serc und Massiv sowie dem Sänger Ado Kojo als Supportacts. Im Rahmen der Tour-Promotion wurde der Kollaborationstitel „Jagdsaison“ der beteiligten Künstler veröffentlicht. Im Jahr 2014 gingen Eko Fresh und MoTrip mit der Tour Jetzt kommen wir wieder auf die Tour auf Konzertreise. Sinan-G war zwar nicht dauerhaft als Supportact beteiligt, trat jedoch in mehreren Tour-Vlogs auf.
Abseits der Zusammenarbeit mit Eko Fresh, arbeitete Sinan-G in der Zeit von 2012 bis 2014 unter anderem mit den Rappern Toony, Blokkmonsta und Toni der Assi zusammen.

#### 2015 - AlbumLak Shound Ausdruck "Salamanda Gang"
Am 23. Januar 2015 veröffentlichte Sinan-G über das Label Major Movez sein viertes Soloalbum Lak Sho. Es erreichte Platz 72 der deutschen Albumcharts und war damit seine erste Platzierung in den Top 100. Das Album erschien sowohl in einer Standardversion als auch als Premium-Box. Gastbeiträge stammen unter anderem von Eko Fresh, Kurdo, MoTrip, Fard, Ben Vestito sowie den Sängern Mehrzad Marashi und Akay. Musikalisch kombiniert Lak Sho typische Straßenthemen mit cluborientierten Titeln wie „Gute Arsch diese“ und humorvollen Stücken wie „Ich bin Monkey D. Ruffy“, das Sinan-Gs Interesse an der Anime-Serie One Piece aufgreift. Zu den Titeln „Gute Arsch diese“ (mittlerweile offline), „Essens Nr. 1“, „Hausverbot in Tel Aviv“ (mit Massiv, mittlerweile offline) und „Sinans große Pause“ wurden Musikvideos veröffentlicht. Der Song „Hausverbot in Tel Aviv“ wurde vom Online-Magazin rap.de kritisiert und ist mittlerweile Offline genommen worden. Für seine Fanbase etablierte Sinan-G den Ausdruck „Salamanda Gang“ als wiederkehrendes Social-Media-Element.

#### 2016 bis 2017 - Erneute Haftstrafe und AlbumFree Sinan-G
Am 18. Dezember 2015 gab Sinan-G bekannt, dass er eine weitere Haftstrafe antreten müsse. Nach eigenen Angaben setzte sich diese aus einer bereits bestehenden 14-monatigen Bewährungsstrafe und einem neuen Urteil wegen einer Schlägerei im Jahr 2015 zusammen.,  Zwischen Ende 2015 und Anfang 2016 arbeitete er daran, sein fünftes Soloalbum Free Sinan-G noch vor Haftantritt zu veröffentlichen. Das Album erschien am 26. Februar 2016 als Standard-CD und limitierte Fanbox und erreichte Platz 57 der deutschen Albumcharts., Zu dem Titel „EV1“ erschien ein Musikvideo, welches in Istanbul gedreht wurde. Zudem wurden Vlogs mit Studiomitschnitten und Gästen wie Manuellsen und PA Sports veröffentlicht., Weitere Gastbeiträge stammen von Eko Fresh, Silla, Joka, Veysel, Ben Vestito und dem US-amerikanischen Sänger Brandon Beal.
Am 3. Mai 2016 gab Sinan-G bekannt, dass er seinen Stellungsbefehl erhalten habe und sich innerhalb von zwei Wochen in Bielefeld in Haft begeben müsse. Kurz vor seinem Haftantritt veröffentlichte er am 19. Mai 2016 das Musikvideo zu seinem exklusiven Song „KOSCA$H“. Seine letzten Stunden vor der Inhaftierung wurden von seinem Bruder Rooz Lee für das Format #waslos dokumentiert und am 25. Mai 2016 auf HipHop.de veröffentlicht. Während der Haft erhielt Sinan-G gelegentlich Ausgang und trat war unter anderem in Videoblogs von KC Rebell sowie Bonez MC und RAF Camora zu sehen. Zudem wurde er laut eigener Aussagen in eine Haftanstalt in der Nähe seiner Heimatstadt Essen verlegt. Am 23. November 2017 wurde er aus der Haft entlassen, was unter anderem von Fler und Kollegah öffentlich kommentiert wurde.
2018 bis Mitte 2019 – Dogs of Berlin und Album Jackpott
Im Jahr 2018 war Sinan-G zunächst auf Flers Album Flizzy vertreten. Im selben Jahr gab er sein Schauspieldebüt in der von Netflix veröffentlichten Serie Dogs of Berlin, in der er die Rolle des Hakim Tarik-Amir übernahm. Laut einem Interview bei HipHop.de erhielt er die Rolle durch die Vermittlung seines Bruders Rooz Lee und reiste für die Dreharbeiten reiste er während seines offenen Vollzugs nach Berlin.
Am 8. März 2019 erschien Sinan-Gs sechstes Soloalbum Jackpott über Universal Music, sowohl als Standard-CD als auch als Box-Set. Das Album erreichte Platz 25 der deutschen Albumcharts und war damit sein bis dahin höchster Charteinstieg. Zu den Titeln „Rendezvous“, „Benz oder Beemer“, „Money Monée“ und „Lilane Scheine“ wurden Musikvideos veröffentlicht. Gastbeiträge stammen unter anderem von Kollegah, Farid Bang, Summer Cem, Dardan und KC Rebell.
Mitte 2019 bis heute – Aktivitäten im Umfeld der Keller GmbH und spätere Soloarbeit
Seit Mitte 2019 war Sinan-G verstärkt im Umfeld des Youtubers und späteren Rappers Mois sowie dessen damaliger Crew Keller GmbH aktiv. Er trat in deren Videos und Formaten auf und veröffentlichte gemeinsame Songs mit Mois, Maestro, Manuellsen, der zu dieser Zeit häufig mit Mois zusammenarbeitete, sowie dem französischen Sänger Milano, der von Rooz Lee entdeckt und zur damaligen Zeit von Sinan-G gefördert wurde. Darüber hinaus entstanden Kollaborationen mit King Khalil („Shoot“) und Olexesh („Ghetto Mentalität“).
Im Zuge seines Streits mit Bushido veröffentlichte Sinan-G am 19. Dezember 2019 den Disstrack „ersgutervmann“.
Das ursprünglich für 2020 angekündigte Album Gangstas Paradise erschien im Februar 2020 nicht als Studioalbum, sondern als digitale Kompilation aus acht zuvor veröffentlichten Songs.
Zwischen 2020 und 2022 brachte Sinan-G weitere Singles heraus, von denen einige Millionen Abrufe auf Spotify erzielten. Dazu zählen die Zusammenarbeit mit Milano „Cappuccino“, die in die Playlist Modus Mio aufgenommen wurde, sowie der Solotrack „Rückspiegel“ mit über zehn Millionen Streams. Weitere Kooperationen entstanden u. a. mit Kool Savas („No Mercy“) und Haftbefehl („Auf der Jagd“). Die Songs aus der Zeit erhielten überwiegend positive Resonanz aus der Szene. So wurde, u.a. der Solosong „Safe“ von Rapper und Streamer Jay Jiggy gelobt. Obwohl er keinen offiziellen Rückzug aus der Musik bekanntgab, erschien seit 2022 lediglich das Musikvideo „Mike Tyson“ im Jahr 2024.

### Karriere als Kampfsportler
Seit 2022 ist Sinan-G aktiv als Boxer tätig und hat sowohl gegen andere Rapper als auch gegen Profiboxer gekämpft. Im Mai 2022 gewann er einen von Universum veranstalteten Boxkampf gegen den Rapper Bözemann durch K. o. in der fünften Runde. Im November 2022 trat Sinan-G gegen den Profiboxer Mo Abdallah an, gab jedoch in der zweiten Runde auf. Im Juni 2023 gewann er gegen den Profiboxer Juan Carlos Rodríguez durch technischen K. o. Infolgedessen kam es zu Mutmaßungen, der Kampf sei manipuliert gewesen. Am 18. Mai 2025 hat Sinan-G einen Boxkampf gegen Influencer Abu Hamza in der dritten Runde durch K. o. gewonnen.
Im November 2024 hatte Sinan-G sein Debüt im MMA bei der Taha Fight Night in Essen. Er gewann gegen seinen Gegner durch K. o.
Auf der Videostreamingplattform Twitch kommentiert Sinan-G regelmäßig Boxkämpfe von Personen, die direkt mit der Rapszene verbunden sind. In seinen Streams waren auch Gäste anwesend, darunter der Profiboxer Mo Abdallah.

## Kontroversen
Im Laufe seiner Karriere geriet der Rapper Sinan-G wiederholt durch kontroverse Aktionen und Aussagen in die Schlagzeilen.

### Vorwürfe des Antisemitismus
Sinan-G wurde in der Vergangenheit bis einschließlich Anfang 2016 mehrfach wegen mutmaßlich antisemitischer Aussagen kritisiert, von denen er sich im Jahr 2016 allerdings deutlich distanzierte. Im Kollabo-Song „Blokkhaus Allstars“ von Rapper Blokkmonsta äußerte er Sympathien für die Hisbollah. 2015 wurde er vom mittlerweile eingestellten Online-Magazin Rap.de für den Song „Hausverbot in Tel Aviv“, eine Kollaboration mit Rapper Massiv, kritisiert. Zudem enthielt die ursprüngliche Version seines 2016 veröffentlichten Songs „EV1“ eine Zeile, in der Sinan-G sich selbst als Antisemit bezeichnete. Diese Zeile war als Anspielung auf eine Textzeile von Rapper Shindy im Song „Bang Bang“ von 2014 gedacht. In der finalen Videoversion des Songs ersetzte Sinan-G die Zeile und entschuldigte sich in einem Statement gegenüber HipHop.de für die Textzeile. Er distanzierte sich von Antisemitismus und bezeichnete die Zeile als grenzwertigen Humor. Außerdem ist anzumerken, dass Sinan-G das Video zu „Hausverbot in Tel Aviv“ mittlerweile Offline genommen hat. 
Trotz seiner Distanzierung wird Sinan-G weiterhin für seine früheren Aussagen aus den Jahren 2014 und früher kritisiert. Der ehemalige Rapper und spätere Sprecher der israelischen Streitkräfte, Arye Sharuz Shalicar, bemängelte in einem Artikel der Berliner Zeitung von 2021, dass Sinan-G trotz seiner früheren Sympathiebekundungen für die Hisbollah in einer ZDF-Dokumentation stattgefunden hat. Auch der jüdisch-gläubige Deutschrapper Ben Salomo kritisierte Sinan-G in einem Interview 2022 für das Tragen einer Kette mit Hisbollah-Symbolik sowie für seine Teilnahme an einer Demonstration in Essen 2014, bei der Sinan-G gegen eine pro-israelische Kundgebung protestierte.,

### SEK-Einsatz im April 2018
Anfang April 2018 kam es zu einem SEK-Einsatz bei Sinan-G aufgrund des Verdachts auf einen Verstoß gegen das Kriegswaffenkontrollgesetz. Sinan-G hatte zuvor auf Instagram ein Foto veröffentlicht, das ihn mit einem Sturmgewehr zeigte. Der Rapper gab an, dass es sich lediglich um eine Requisite für einen Videodreh gehandelt habe, die Polizei konnte keine Waffen finden.

### Verkehrsunfall im August 2024
Im August 2024 berichtete die Bild-Zeitung über einen Verkehrsunfall in Essen, in dem Sinan-G verwickelt war. Laut Zeugenaussagen soll er mit einem Mercedes Cabriolet bei Rot über eine Kreuzung gefahren und mit überhöhter Geschwindigkeit einen Mini angefahren haben. Die Fahrerin des Mini erlitt leichte Verletzungen und wurde noch am selben Abend von Rettungskräften medizinisch versorgt. Der Radiosender bigFM kritisierte Sinan-G dafür, dass er in einem Livestream, in dem er den Unfall ansprach, wenig Mitgefühl für die verletzte Fahrerin zeigte., Laut Bild-Zeitung soll sich Sinan-G im September 2025 wegen des Vorwurfs der fahrlässigen Körperverletzung und vorsätzlichen Gefährdung des Straßenverkehrs vor dem Amtsgericht verantworten.

## Diskografie
Alben
- 2009: Ich bin Jesse James
- 2011: Schutzgeld
- 2013: Ob du willst oder nicht
- 2015: Lak Sho
- 2016: Free Sinan-G
- 2019: Jackpott
- 2020: Gangstas Paradise

Gastbeiträge
- 2012: Immer noch so hart auf Ek to the Roots von Eko Fresh (feat. Spice One)
- 2013: Jagdsaison von Eko Fresh (feat. Massiv, Ado Kojo & Serc)
- 2013: Überfall auf Von Brate für Brate von Toni der Assi
- 2013: Aufstand auf Eksodus von Eko Fresh (feat. Elmo, Atesh, Maskoe, Separate, Ado Kojo & Sülo der Boss)
- 2014: #1beirapupdate auf Stabil von Toony
- 2014: Blokkhaus Allstars auf Blokkhaus von Blokkmonsta (feat. Jasha, Basstard, Skinny AL, Schwartz, Baba Saad, Sicc, Schlafwandler, Jayson, Toni der Assi, Liquit Walker, Serk, Rako, Tamas, Schmaler Schatten, O.G.P, Perverz, Prinz Pi, Greckoe, MC Bogy, Isar, Vero One, B-Lash, Automatikk, B-Tight, Manny Marc, Kontra K, DCVDNS, Herzog, Dapharao, Crystal F, Capkekz, Ali As, Uzi, Jope, Helle, Vokalmatador, Smoky & SpaceghostPurrp)
- 2015: Westside (feat. Eko Fresh, Summer Cem, Caput, Tatwaffe, MoTrip, Capkekz & Elmo) und Westside Remix (feat. Eko Fresh, Summer Cem, Fard, Caput, Tatwaffe, MoTrip, Capkekz & Elmo) auf Reise X von Ado Kojo
- 2016: Hunderter auf Hausverbot auf Onkel Pillo (Der Pott gibt sich die Ehre EP) von Pillath feat. Pedaz
- 2016: Wie ein Mann (Prachtkerle Remix) auf Schwermetall von Pedaz (feat. Blut & Kasse, Silla, JokA, MoTrip, Sido, RAF Camora & Joshi Mizu)
- 2018: Wayyy auf Flizzy von Fler
- 2018: Free Sinan-G auf Der Superschurke von Brutos Brutaloz (feat. MC Bogy)
- 2019: Jeder auf Eastside Junge von Niqo Nuevo (feat. Jalil & M.O.030)
- 2019: Danke von Mois (feat. Maestro, Manuellsen & Milano)
- 2020: Makina auf King Kong (EP) von King Khalil
- 2020: Bist du wach? (Benefiz für Hanau) von Azzi Memo (feat. Nate57, Veysel, Kool Savas, NKSN, Rola, Disarstar, Maestro, Hanybal, Celo & Abdi, Manuellsen, Silla, Credibil, Ali471, Milonair, Mortel & KEZ)
- 2020: Danke (Babyblau) (Mois feat. Maestro, Sinan-G und Sokko167)
- 2021: Blut auf FML von Mois & Maestro (feat. Massiv, Manuellsen, Sarhad, Azzi Memo, Pietro Lombardi, Ramo, Fard, Mert, Z, King Khalil, Sinan-G & KAY AY; #8 der deutschen Single-Trend-Charts am 2. April 2021[91])

Sonstige
- 2010: Halt die Fresse 3 Allstars feat. Harris, Said, Manuellsen, Haftbefehl, Silla, Animus, Alpa Gun, Automatikk, Sinan-G, Massiv, Illy Idol, CosCash & CroniK (Freetrack)

## Filmografie
- 2010: Zeche is nich – Sieben Blicke auf das Ruhrgebiet 2010
- 2018: Dogs of Berlin
- 2019: Another Reality (Dokumentation)
- 2021: Was ist deutsch? (ZDF, Dokumentation)